# A Very Backstreet Christmas
A Very Backstreet Christmas è il decimo album in studio del gruppo musicale statunitense Backstreet Boys, pubblicato nel 2022. Si tratta del primo album della band dedicato al Natale.

## Tracce
Edizione Standard
1. White Christmas – 2:46 (Irving Berlin)
2. The Christmas Song – 3:42 (Robert Wells, Mel Tormé)
3. Winter Wonderland – 1:41 (Felix Bernard)
4. Have Yourself a Merry Little Christmas – 3:31 (Ralph Blane, Hugh Martin)
5. Last Christmas – 3:46 (George Michael)
6. O Holy Night – 3:28 (Placide Cappeau, Adolphe Adam, John Sullivan Dwight)
7. This Christmas – 3:17 (Donny E. Hathaway, Nadine McKinnor)
8. Same Old Lang Syne – 4:26 (Dan Fogelberg)
9. Silent Night – 2:43 (Franz Xaver Gruber, Joseph Mohr)
10. I'll Be Home for Christmas – 3:05 (Buck Ram, Kim Gannon, Walter Kent)
11. Christmas in New York – 4:33 (Gary Baker, Greg Barnhill, Walt Aldridge)
12. Together – 3:23 (AJ McLean, Brian Littrell, Howie Dorough, Kevin Richardson, Nick Carter, Darius Coleman, Brown, Parker, Sayles)
13. Happy Days – 3:20 (McLean, Littrell, Dorough, Richardson, Carter, Brown, Sayles, Taylor Hill)

Edizione Deluxe - Tracce Bonus
1. Feliz Navidad – 2:52 (José Feliciano)
2. It's Christmas Time Again – 3:23 (Carter, Dorough, Mika Guillory, Morgan Taylor Reid)